# Петро Гебей
Петро Гебей (20 липня 1864, Кальник, нині Мукачівського району Закарпатської області, Україна — 26 квітня 1931, Ужгород, Підкарпатська Русь, Чехословаччина) — церковний діяч, єпископ Мукачівської греко-католицької єпархії (1924—1931 рр.).

## Життєпис
Народився в селі Кальник Березького комітату, Австро-Угорщина (нині село Мукачівського району Закарпатської області, Україна).
Богословську освіту здобув в Ужгородській гімназії та Центральній семінарії у Будапешті (нині столиця Угорщини). 1889 року висвячений на священика, після чого мукачівський єпископ Й. Пастелій призначив його префектом семінарії в Ужгороді, де він згодом став професором церковного права й історії.
Від 1892 року — управитель дівочої учительської семінарії, з 1902 року — консультант єпархіальної консисторії. 1906 року єпископ Юлій Фірцак призначив Петра Гебея катехитом при богословській гімназії в Ужгороді. Того ж року став директором хлоп'ячої бурси «Alumneum». 1912 року від єпископа Антонія Паппа дістав сан каноніка й пароха кафедрального храму.
Був прихильником входження Закарпатської України після Першої світової війни до складу Угорщини.
1922 року — генеральний вікарій та прелат.
22 березня 1923 року став засновником Російського культурно-просвітницькогое товариства імені Олександра Духновича у Мукачеві.
16 липня 1924 року за рекомендацією апостольського нунція в Празі Ф. Мармадджі та за погодженням із чехословацьким урядом Папа Римський Пій XI проголосив Гебея мукачівським єпископом замість висланого з Чехословаччини до Угорщини єпископа А. Паппа. До 1931 року йому вдалося повернути греко-католикам відібрані у них православними церкви на Мармарощині. Разом із каноніком Августином Волошиним вони домоглися від уряду державної грошової допомоги (т. зв. конгруа) греко-католицьким священикам.
Петро Гебей як єпископ Мукачівський підтримував досить тісні відносини з митрополитом Львівським Андреєм Шептицьким. Про це свідчить їхнє досить активне листування, що збереглося у фондах Центрального Державного історичного архіву у Львові. Він також входив до складу Конференції греко-католицьких єпископів, яку також гостив у своїй єпархії. 
З дозволу Павла Гебея 30 квітня 1925 року було засновано місійне товариство св. Йосафата, яке очолив о. Олександр Хіра. Того ж року Гебей заснував «Центральну канцелярію оборони віри», метою якої було «піднести й розвинути навчання релігії й виховання молоді в християнському дусі». До товариства мали вступити усі без винятку єпархіальні священики. На чолі організації, яка оголосила боротьбу православ'ю й комунізму, постали Олександр Ільницький (голова), Олександр Стойка (секретар), Ю. Марина (скарбник), В. Шельков, О. Хіра, І. Яцкович (радники), Еміліян Бокшай та В. Желтвай (редактори).
Гебей щиро вітав підписаний 2 лютого 1929 року між урядом Чехословаччини і Ватиканом «Modus vivendi». Йому вдалося на певний час піднести моральний стан духівництва, наблизити духівництво до вірних і відвернути від проугорських симпатій.
Помер в Ужгороді.

## Джерело
- о. Пекар А. ЧСВВ. Нариси історії церкви Закарпаття. — Рим—Львів, 1997. — Т. 1.
- Фенич Ф. Ф. Гебей Петро // Енциклопедія історії України : у 10 т. / редкол.: В. А. Смолій (голова) та ін. ; Інститут історії України НАН України. — К. : Наукова думка, 2004. — Т. 2 : Г — Д. — С. 61. — ISBN 966-00-0405-2.
- Pekar A. OSBM. The bishops of the Eparchy of Mukachevo with historical outlines. — Pittsburgh, 1979. (англ.)
- Єрм. д-р Юстин (Юрій) Бойко, студит. Єпископи Мукачівські і Митрополит Андрей Шептицький. Ч. 2. Єпископ Петро Ґебей (1864-1931), https://risu.ua/yepiskopi-mukachivski-i-mitropolit-andrej-sheptickij-ch-2-yepiskop-petro-gebej-1864-1931_n118193